# AmigaNews
AmigaNews était un magazine spécialisé consacré à l'Amiga. Son créateur et directeur de publication était Bruce Lepper.

## Histoire
AmigaNews dut changer de nom pour A-News après trois numéros à cause de problèmes de copyright avec Commodore, avant de reprendre son titre original en 1990. L'équipe de rédaction fut d'abord basée à Bordeaux et Eymet puis à Toulouse.
En tout, 120 numéros parurent, dont les 6 derniers en version numérique. Le dernier numéro est paru en 1999.